# Tiberius Claudius Agrippa
Tiberius Claudius Agrippa (Τι̣βέριος Κλαύδιος Ἀγρίππα) war ein im 2. Jahrhundert n. Chr. lebender Angehöriger des römischen Ritterstandes (Eques).
Durch eine Inschrift in griechischer Sprache, die in Termessos gefunden wurde, ist die militärische Laufbahn (siehe Tres militiae) von Agrippa bekannt. Er war zunächst Präfekt (ἔπαρχος) einer Cohors I Pannoniorum equitata vetera (σπείρης αʹ Παννωνίων ἱππικῆς παλαιᾶς). Danach diente er als Tribunus (χιλίαρχος) in der Legio XI Claudia (λε̣γεῶνος ιαʹ Κλαυδίας). Zuletzt übernahm er als Präfekt die Leitung der Ala I Thracum Herculana (εἴλης αʹ Θρακῶν Ἡρακλιωτικῆς).
Die Inschrift wird bei Florian Matei-Popescu in die Regierungszeit von Antoninus Pius (138–161) datiert.

## Cohors I Pannoniorum
Es gab mehrere Einheiten mit dieser Bezeichnung (siehe Cohors I Pannoniorum). John Spaul ordnet Agrippa der Cohors I Pannoniorum zu, die in den Provinzen Germania inferior, Moesia superior und Dacia stationiert war.